# Quang Trung, Cao Bằng
Quang Trung là một xã thuộc tỉnh Cao Bằng, Việt Nam.

## Địa lý
Xã Quang Trung nằm ở trung tâm huyện Trùng Khánh, có vị trí địa lý:
- Phía bắc giáp xã Tri Phương
- Phía đông giáp xã Lăng Hiếu và xã Trung Phúc
- Phía nam xã Xuân Nội và xã Trung Phúc
- Phía tây giáp xã Xuân Nội.

Xã Quang Trung có diện tích 27,79 km², dân số năm 2019 là 1.641 người, mật độ dân số đạt 59 người/km².
Trên địa bàn xã Quang Trung có các ngọn núi như Cám Chóng, Cốc Phát, Đông Mèo, Rửa, Lũng Báng. Sông Bắc Vọng chảy qua địa bàn phía đông của xã. Tỉnh lộ 211 chạy dọc theo chiều đông tây của xã.

## Lịch sử
Trước đây, xã Quang Trung thuộc huyện Trà Lĩnh.
Đến năm 2019, xã Quang Trung được chia thành 10 xóm: Bản Ngắn, Búng Ổ, Bản Chang, Sác Hạ, Sác Thượng - Cốc Đứa, Bản Ga - Roỏng Khuất, Lũng Lạn, Pác Rình - Kéo Háo, Tắng Giường - Ngã Tư, Lũng Ngùa.
Ngày 9 tháng 9 năm 2019, Hội đồng Nhân dân tỉnh Cao Bằng ban hành Nghị quyết số 27/NQ-HĐND về việc:
- Sáp nhập hai xóm Sác Hạ và Lũng Ngùa thành xóm Sác Hạ - Lũng Ngùa
- Sáp nhập hai xóm Búng Ổ và Sác Thượng - Cốc Đứa thành xóm Sác Thượng - Búng Ổ
- Sáp nhập hai xóm Tắng Giường - Ngã Tư và Bản Ga - Roỏng Khuất thành xóm Thôn Ga.

Ngày 1 tháng 3 năm 2020, huyện Trà Lĩnh giải thể, xã Quang Trung được sáp nhập vào huyện Trùng Khánh.

## Hành chính
Xã Quang Trung được chia thành 7 xóm: Bản Chang, Bản Ngắn, Lũng Lạn, Pác Rình - Kéo Háo, Sác Hạ - Lũng Ngùa, Sác Thượng - Búng Ổ, Thôn Ga.